# Дмитриев, Мефодий Александрович
Мефодий Александрович Дмитриев — начальник комбината «Востсибуголь», Иркутская область, Герой Социалистического Труда (1948). 

## Биография
В угольной промышленности работал с 1930 года, сначала на шахтах Кузнецкого бассейна, затем в горном тресте «Молотовуголь». Во время Великой Отечественной войны руководил трестом «Коркинуголь», а затем горнодобывающим предприятием «Карагандауглеразрез». С 1946 по 1953 работал начальником комбината «Востсибуголь» в Иркутской области. Имел звание горного генерального директора угольной промышленности III ранга. Указом Президиума Верховного Совета СССР от 28.08.1948 Дмитриеву и ещё нескольким горнякам Черембасса было присвоено звание Героев Социалистического Труда.